# Tremellogaster surinamensis
Tremellogaster surinamensis — вид грибів, що належить до монотипового роду  Tremellogaster.